# Mount Moriah Cemetery

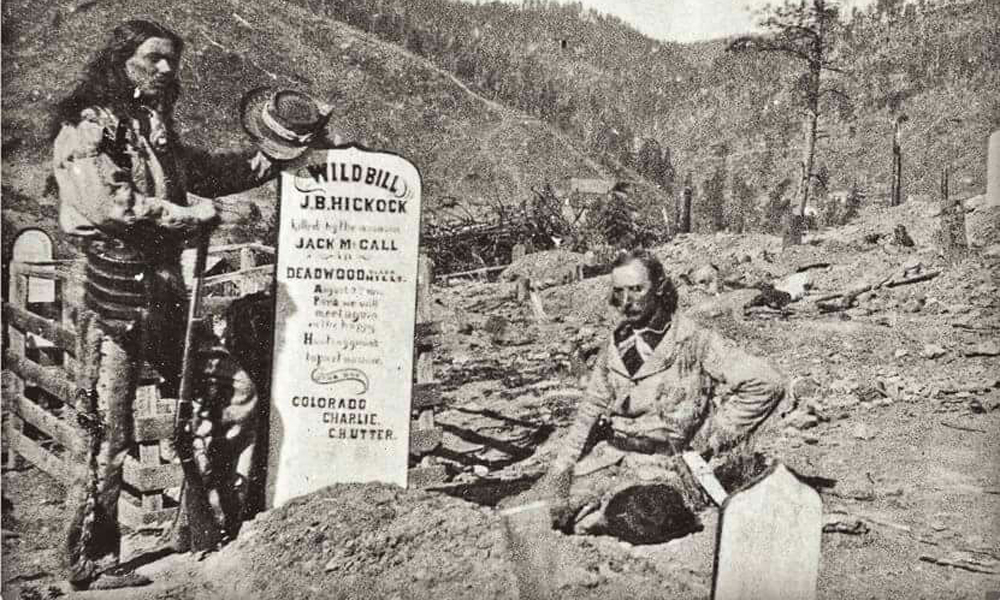
Steve och Charlie Utter vid Wild Bill Hickoks grav.

Mount Moriah Cemetery är en begravningsplats som grundades 1 juni 1878 på berget Mount Moriah vid staden Deadwood i South Dakota (USA). På denna historiska kyrkogård blev de flesta av Deadwoods tidigaste invånare begravda. Här finns människor som dog i staden mellan 1875 och 1938. Bland andra Wild Bill Hickok och Calamity Jane är begravda här.

## Historia
The Ingelside Cemetery var stadens första kyrkogård, men den stängdes då marken behövdes för att bygga ett bostadsområde. Då flyttades gravarna från den gamla kyrkogården till Mount Moriah Cemetery, som låg högre upp. Ännu idag kan man hitta gravar från 1800-talet då hus byggs och renoveras i området där den gamla kyrkogården låg; då många gravar var utan kors eller gravsten hittades inte alla då gravarna flyttades. Då förs kroppen till Mount Moriah Cemetery, och historiker försöker identifiera den döde och begrava personen på nytt. 

## Sektioner
På kyrkogården finns en sektion som heter Potter's field, med gravarna av okända personer eller stadsbor som kom från Deadwood och där många begravdes utan en gravsten eller markör. Det finns en judisk sektion, eftersom det fanns en stor judisk församling i början av Deadwoods historia. Många av inskriptionerna är skrivna på hebreiska på de judiska gravarna. 
En sektion är märkt som en massgrav. En annan del är barnavdelningen, på grund av det stora antalet barn som dött av tyfus, kolera och vattkoppor. Förr fanns det många kinesiska gravar; numera finns dock bara två kvar, eftersom resten grävts upp för att skickas tillbaka till Kina och begravas i sina födelseorter. 
Sektionen för veteraner innehåller många gravar från inbördeskriget och indiankrigen. Krigsveteranerna är begravda med gravstenar som tillhandahållits av USA:s regering på begäran av de dödas familjer. Amerikanska flaggan vajar över kyrkogården dygnet runt. Detta har den gjort sedan första världskriget, efter att kyrkogården fått tillstånd från den amerikanska regeringen att hissa flaggan oavbrutet för att hedra de döda veteranerna. 